# Fritz März
Fritz März (* 30. Januar 1927 in München als Friedrich Lukas März; † 13. Februar 2003 in München) war ein deutscher Jurist, Bergsteiger und Sportfunktionär. Von 1980 bis 1992 war er Erster Vorsitzender des Deutschen Alpenvereins.

## Leben
Fritz März wuchs in der bayerischen Landeshauptstadt auf und wurde kurz vor Ende des Zweiten Weltkrieges zu den Gebirgsjägern einberufen. Nach Rückkehr aus dem Krieg studierte er an der Universität München und promovierte 1957 zum Dr. jur. Das Thema seiner Dissertation lautete Die Gastwirtschafts-Haftung in den Schutzhütten des Deutschen Alpenvereins.
Bereits während seiner Schulzeit interessierte er sich für das Bergsteigen. Er wurde 1944 Mitglied der Sektion Hochland und 1948 Mitglied des Akademischen Alpenvereins München. Nachdem er nach Ende des Studiums von München nach Kempten umgezogen war, trat er dort in die Sektion Allgäu-Kempten ein, deren Vorsitzender er bereits 1958 wurde. Beruflich war Fritz März in Kempten als Rechts- bzw. Fachanwalt für Steuerrecht und später als Mitglied des Vorstands und Geschäftsführer der Wirtschaftsprüfungsgesellschaft Allgäuer Treuhand Gesellschaft tätig. In seiner Freizeit betätigte er sich mit viel Leidenschaft im alpinen Bergsport, wobei er mehrere Extremtouren vor allem in den Westalpen und einige Erstbegehungen unternahm. Im Juni 1980 wurde er zum Ersten Vorsitzenden des DAV gewählt. 1992 gab er dieses Amt an Josef Klenner ab.
Von seinen Büchern fanden vor allem die gemeinsam mit Heinrich Klier erarbeiteten beiden Karwendelführer weite Verbreitung und erschienen in mehreren Auflagen.

## Ehrungen
- 1987 Bayerischer Verdienstorden[2]
- 1990 Ehrenmitglied der Sektion Allgäu-Kempten des DAV
- 2003 Ehrenmitglied der UIAA

## Veröffentlichungen (Auswahl)
- mit Heinz Steinmetz und Jürgen Wellenkamp: Vilcanota. Bilder von einer deutschen Kordilleren-Kundfahrt. Belser-Verlag, Stuttgart [1956]
- mit Heinrich Klier: Kleiner Karwendelführer. Täler, Hütten, Übergänge und Gipfelersteigungen. Mit einem Panorama, 6 Bildern und Übersichtskarten, Bergverlag Rother, München [1966]
- mit Heinrich Klier, bearbeitet von Walter Klier: Karwendelgebirge. Ein Führer für Täler, Hütten und Berge, verfasst nach den Richtlinien der UIAA, 13. Auflage, Bergverlag Rother München, 1990
- Gratwanderungen. Notizen übers Bergsteigen und den Alpenverein, Rosenheim 1992